# Russische volkstelling (2010)

Logo van de volkstelling

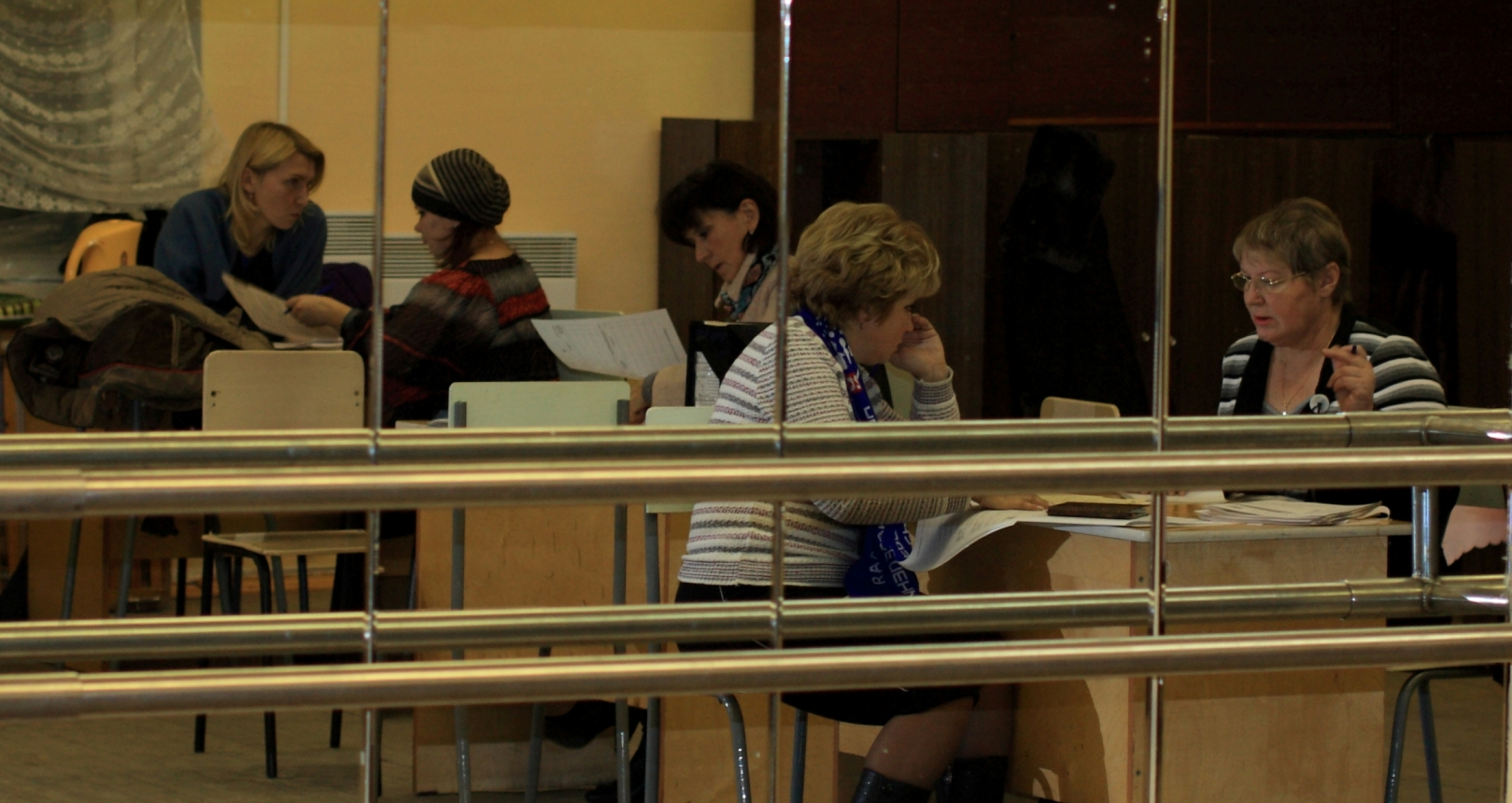
Russian censuskantoor in Severodvinsk

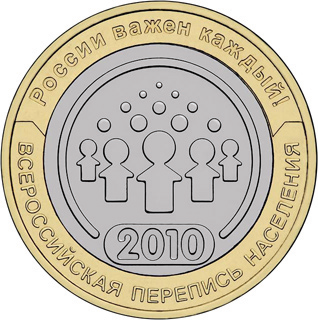
Een herdenkingsmunt van de volkstelling van 2010 ter waarde van 10 roebel

De Russische volkstelling van 2010 (Russisch: Всеросси́йская пе́репись населе́ния 2010 го́да) was de tweede volkstelling van de Russische Federatie, na de Russische volkstelling 2002. De telling werd uitgevoerd tussen 14 oktober en 25 oktober 2010 door Rosstat, het voormalige Goskomstat, het Russische bureau voor de statistiek.
De telling was oorspronkelijk gepland voor oktober 2010, maar werd enige tijd in 2013 ingepland, wegens financiële redenen. Er was speculatie dat ook politieke motieven een rol speelden. Eind 2009 kondigde de Russische premier Poetin echter aan dat de Russische regering 10,5 miljard roebel had toegewezen om de telling zoals oorspronkelijk gepland (in oktober 2010) uit te voeren.
De volkstelling registreerde een bevolking van 142,9 miljoen mensen, waarvan 105,3 miljoen wonend in urbane gebieden (73,7%) en 37,5 miljoen wonend in rurale gebieden (26,3%). De volkstelling gaf duidelijk de negatieve demografische trend weer sinds de jaren 90; bij de volkstelling van 1989 had Rusland nog 147.021.869 inwoners; in 2002 was er een daling van bijna 2 miljoen, in 2010 een daling van meer dan 2 miljoen inwoners.
De volgende volkstelling vond plaats in 2021.